# 西庄镇 (韩城市)
西庄镇，是中华人民共和国陕西省渭南市韩城市下辖的一个乡镇级行政单位。
2015年，陕西省民政厅批复同意撤销昝村镇，并入西庄镇。

## 行政区划
西庄镇下辖以下地区：
西庄村、西贾村、东王村、西王村、杨村、东庄村、井溢村、涧北村、柳枝村、郭庄村、郭庄寨村、上干谷村、党家村、塬村、柳村、薛庄村、寺庄村、许庄村、沟北村、王河村、南赵村、北强村、南强村、文岭村、上庄村、坪头村、白家山村、岭底村、泡泉村、道口梁村、曹家山村、张家山村、陈家圪劳村、楼子村、官庄村、吴村、薛村、化石村、解家村、白村、昝村、东贾村、史带村、解家老寨村、张村、南潘庄村、梁代村和下甘谷村。

## 中国传统村落
2012年，党家村被评为首批“中国传统村落”。